# 키아리 전투
키아리 전투는 스페인 왕위 계승 전쟁 기간중에 벌어졌던 전투 중 하나로 1701년 9월 1일 벌어졌다. 이 전투는 사보이 공작 외젠(Prince Eugene of Savoy)이 이탈리아 반도에서 밀라노 공국을 좌지우지하고 있던 스페인에 대한 공격의 일부였다. 7월, 카르피에서 패배함에 따라 새로운 프랑스 사령관 빌레루아(Villeroi)가 황제군을 격파하고 그들을 몰아내라는 루이 14세의 명을 받고 이탈리아에 부임하였다. 그러나 적이 어떤 대가를 치르더라도 공격해올 것임을 예상한 외젠은 키아리의 요새를 참호로 에워싸고 대기하고 있었다. 전투 후반부 몇 시간 동안 오스트리아군은 프랑스, 스페인군의 중무장 기병대를 괴롭혔고, 결국 압도적인 승리를 기록할 수 있었다. 빌레루아는 11월 오글리오(Oglio)강을 건너 밀라노로 퇴각할 수밖에 없었고, 외젠은 만토바 공국(Duchy of Mantua)의 대부분을 점령할 수 있었다.

## 전조
1701년 7월 9일 카르피 전투에서 패한 프랑스 사령관 니콜라 카티나(Nicolas Catinat)는 급하게 민치오(Mincio)강 뒤편으로 퇴각하여 강과 아디제와 강 사이의 모든 지방을 제압하게 된 외젠 공작의 추격을 뿌리치려 했다. 외젠은 페스키에라 델 가르다(Peschiera del Garda)에서 민치오 강의 통행에 제재를 가하여 프랑스군을 오글리오 너머로 쫓아내려 하였다. (지도 참조).
훨씬 적은 황제군의 진출을 막아내는 임무를 카티나가 실패하자 베르사유 궁전의 루이 14세의 분노를 샀고, 그로 하여금 지휘관을 카티나에서 빌레루아 공작(duc de Villeroi)로 교체하게 만들었다. 빌레루아는 -전투의 위험을 각오하라-는 명령과 함께 8월 말 무대에 도착했다. 루이는 그의 손자의 통치에 대한 이탈리아의 충성을 확고하게 하기 위해서는 승리가 필요했다. 9월 7일, 전투가 이미 일어난 줄도 모른 상태로, 프랑스왕은 그의 장군에게 이렇게 써 보냈다. "나는 그대로 하여금 부대를 지휘하게 하여 얼마나 기쁜지 말로 표현하지 못하겠소. 나는 그대가 전투를 영광스럽게 끝낼 것이라는 믿음에 확고한 이유를 가지고 있소." 빌레루아는 사보이아 공작(Duke of Savoy), 카티나, 그리고 보데몽 공작(Prince of Vaudémont)과 같은 그의 장군들의 군대에 합류하고 적을 탐색하기 위해 진군했다. 그는 적들을 이탈리아 밖으로 쫓아낼 것이라고 확신하고 있었다.

## 전투
외젠은 결전을 예상하고 환영했으며 오글리오의 동쪽에서 공격해 오는 것을 기다렸다. 황제군 사령관은 전장을 그의 병사들과 총기로 요새화된 키아리 요새의 앞부분으로 조심스럽게 결정했다. 흐름을 볼 때 그는 세 가지 점에서 유리했다. 그곳에는 기병들이 전투를 벌일만한 적당한 공간이 없었고 이 때문에 외젠은 프랑스 보병대의 선제공격에 대해 반격을 할 수 있었다.
그리고 빌레루아는 외젠이 유리한 위치에 있다는 카티나의 경고를 무시한 채 왕에게 "단지 만원경을 통해 적들을 관망하기 위해 그다지 많은 병사를 보낼 필요는 없습니다."라고 자신의 의견을 말했다. 9월 1일 황제군이 퇴각하고 있다는 스파이의 보고에 속아 넘어간 프랑스, 스페인 보병대가 진군했다. 빌레루아는 오글리오를 건너 황제군의 후방을 공격하길 기대하며 키아리에 공격을 퍼부었다; 그러나 프랑스 사령관은 그들이 있는 곳을 요새화한 황제군의 전군과 마주치게 되었다. 사정거리 안에서 사격을 한 오스트리아군은 이제까지 이탈리아에서 벌어진 모든 전쟁 중에서 순위권에 들 만한 피해를 입힐 정도로 파괴적인 사격을 통해 프랑스군을 물리쳤다. 약간 경미한 피해를 입은 황제군은 250명의 장교들을 포함한 3,000명 이상의 사상자라는 피해를 프랑스군에게 입혔다. 이 숫자는 열병이 부상자들을 덮치자 급속도로 증가하였다.
빌레루아는 전투 중에 평정심을 잃었고, 카티나는 비록 부상을 당했지만 퇴각을 지휘해야했다. 프랑스군은 오글리오의 같은 쪽에 대치하고 있는 오스트리아 군에 대하여 1마일쯤 떨어진 곳에 참호를 팠다. 여기서 다음 두달 동안 대치가 계속된 데는 다른 두가지 반대되는 측면이 남아있었다. 프랑스군은 그들의 계속된 공격이 격퇴되어 지나치게 낙담하고 있는 상황이었고, 외젠은 강력한 방어태세를 구축한 프랑스군을 공격함으로써 그가 얻은 승리를 위기에 빠트리고 싶지 않았다. 그러나 가을이 진행될수록 두 진형의 사기는 저하되었다. 군마를 먹일 사료가 부족하여 외젠의 군마는 낙엽을 먹어야 할 지경이었다. 그러나 프랑스군은 그들의 본진이 늪지에 세워졌다는 점에서 가장 고통 받았다. 프랑스군은 11월 중순 먼저 움직여 오글리오를 건너 초겨울에 들어서기 전에 밀라노 공국으로 퇴각했다.

## 영향
밀라노에 있어서 프랑스 군대의 주둔은 급속도로 인기를 잃어갔다. 병사들의 급료와 거주비용에 따른 500만 리브르(livres)와 건초를 위한 200만 리브르가 폭력에 의해 지역 주민들에게 부과되었다. 겨울동안 외젠은 그가 철저히 봉쇄한 만토바와 고이토(Goito)를 제외한 만토바 공국의 전역을 장악했다. 얼마 지나지 않아, 외젠은 미란돌라(Mirandola)와 과스탈라(Guastalla)를 차지했다. 외젠과 지역주민간의 관계는 좋았고 그는 군율을 엄하게 지켰다. 그는 약탈을 이유로 병사 48명을 사형에 처했고, 황제에게 그는 "가능한 한 그의 장병들에게 그들이 이제까지 본 것보다 더 큰 고단을 부과하였습니다."라고 보고하였다. 그러나 외젠 공작은 황제로부터 그가 기대했던 것보다 훨씬 적은 얼마 안 되는 돈을 받았을 뿐이다. 그럼에도 불구하고 외젠은 북이탈리아에서 확고한 발판을 마련하고 그가 기대했던 대로 그의 성공은 레오폴드의 지원에 의해 해양지방으로부터의 성공을 촉진하였다. 1701년 9월 7일 잉글랜드와 네덜란드 공화국, 그리고 레오폴드는 두 번째 대프랑스 동맹에 사인하고 다음해의 전투를 준비하는 데 동참했다.
비록 프랑스가 밀라노에 있기는 했지만 그들의 위치는 허약했다. 사기는 형편없었고 탈영율은 높았다. 루이 14세는 빌레루아에게 카티나와 밀접하게 일할 것을 재촉하는 글을 써 보냈다. "이익 없이 적을 다시 공격할 생각하지 마시오." "그대가 그렇게 행동한다면, 내 손자인 왕은 이탈리아를 잃을 것이오." 10월까지 전쟁에 대한 프랑스의 낙관론은 사라졌다. 그러나 루이 14세는 황제가 외젠의 병력을 증가시키지 못할 것이라고 믿어지는 다음해의 전투를 대비해 병력을 강화할 것을 원했다. 그러나 전투시즌은 아직 끝난 것이 아니었다. 빌레루아는 겨울동안 눌러앉아 있었지만, 외젠은 크레모나(Cremona)에 있는 빌레루아의 사령부를 공격할 준비를 하고 있었다.

## 참조문헌
- Chandler, David G. The Art of Warfare in the Age of Marlborough. Spellmount Limited, (1990). ISBN 0-946771-42-1
- Coxe, William. History of the House of Austria, vol.ii. Henry G. Bohn (1864)
- Henderson, Nicholas. Prince Eugen of Savoy. Weidenfield & Nicolson, (1966). ISBN 1-84212-597-4
- McKay, Derek. Prince Eugene of Savoy. Thames and Hudson Ltd., (1977). ISBN 0-50087-007-1
- Wolf, John B. Louis XIV. Panther Books, (1970). ISBN 0-586-03332-7